# Оріо-Літта
Оріо-Літта (італ. Orio Litta) — муніципалітет в Італії, у регіоні Ломбардія,  провінція Лоді.
Оріо-Літта розташоване на відстані близько 440 км на північний захід від Рима, 45 км на південний схід від Мілана, 14 км на південь від Лоді.

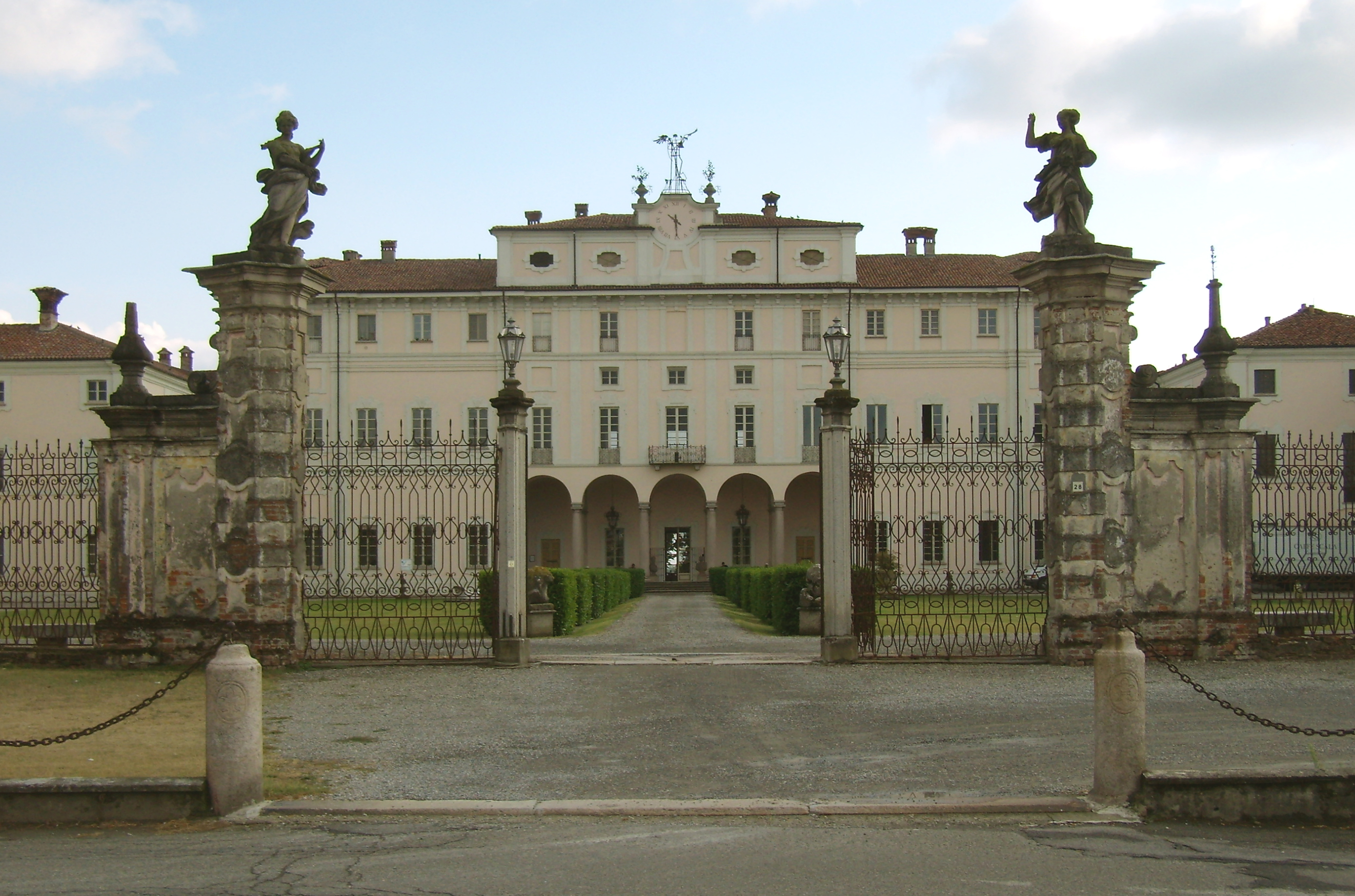

Населення — 2052 особи (2014).

## Демографія
Населення за роками:

Станом на 1 січня 2023 року в муніципалітеті офіційно проживало 248 іноземців з 23 країн, серед них 59 громадян країн Євросоюзу та 11 громадян України.

## Сусідні муніципалітети
- Календаско
- Кіньоло-По
- Ліврага
- Монтічеллі-Павезе
- Оспедалетто-Лодіджано
- Сан-Коломбано-аль-Ламбро
- Сенна-Лодіджана

## Пам’ятки
- Вілла Літта Каріні в стилі пізнього бароко, відновлена та відкрита для екскурсій;[5]
- парафіяльний костел святого Івана Хрестителя;
- Grangia Benedettina, яка була монастирським поселенням до X століття та потім фермою бенедиктинців із Сан-П'єтро-ді-Лаус. Основним елементом є вежа, де розташовані дві кімнатки на двох поверхах із чотирма ліжками для паломників, що подорожують Віа Франчіджена.